# 사쿠라역 (지바현)
사쿠라역(일본어: 佐倉駅, さくらえき)은 일본 지바현 사쿠라시에 있는 철도역이다.

## 타는 곳
| 1    | ■ 소부 본선(하행)             | 야치마타・나루토・요카이치바・조시 방면 |
| 1    | ■ 나리타선(하행)              | 나리타・나리타 공항・사와라・가시마 신궁・조시 방면 |
| 2    | ■ 나리타선(하행)              | 나리타・나리타 공항・사와라・가시마 신궁・조시 방면 |
| 2    | ■ 소부 본선                   | (하행) 야치마타・나루토・요카이치바・조시 방면 |
| 2    | ■ 소부 본선                   | (상행) 지바・소부 쾌속선으로 직결 운행 후나바시・긴시초・도쿄・요코스카 선으로 직결 운행 시나가와・요코하마・구리하마 방면 (이 역을 시점으로 하는 열차의 일부가 사용함) |
| 3・4 | ■ 소부 본선・■ 나리타선(상행) | 지바・소부 쾌속선으로 직결 운행 후나바시・긴시초・도쿄・요코스카 선으로 직결 운행 시나가와・요코하마・구리하마 방면                                                     |

## 역세권 정보
- 국도 296호선

## 역사
- 1894년 7월 20일: 영업 개시.

## 사진

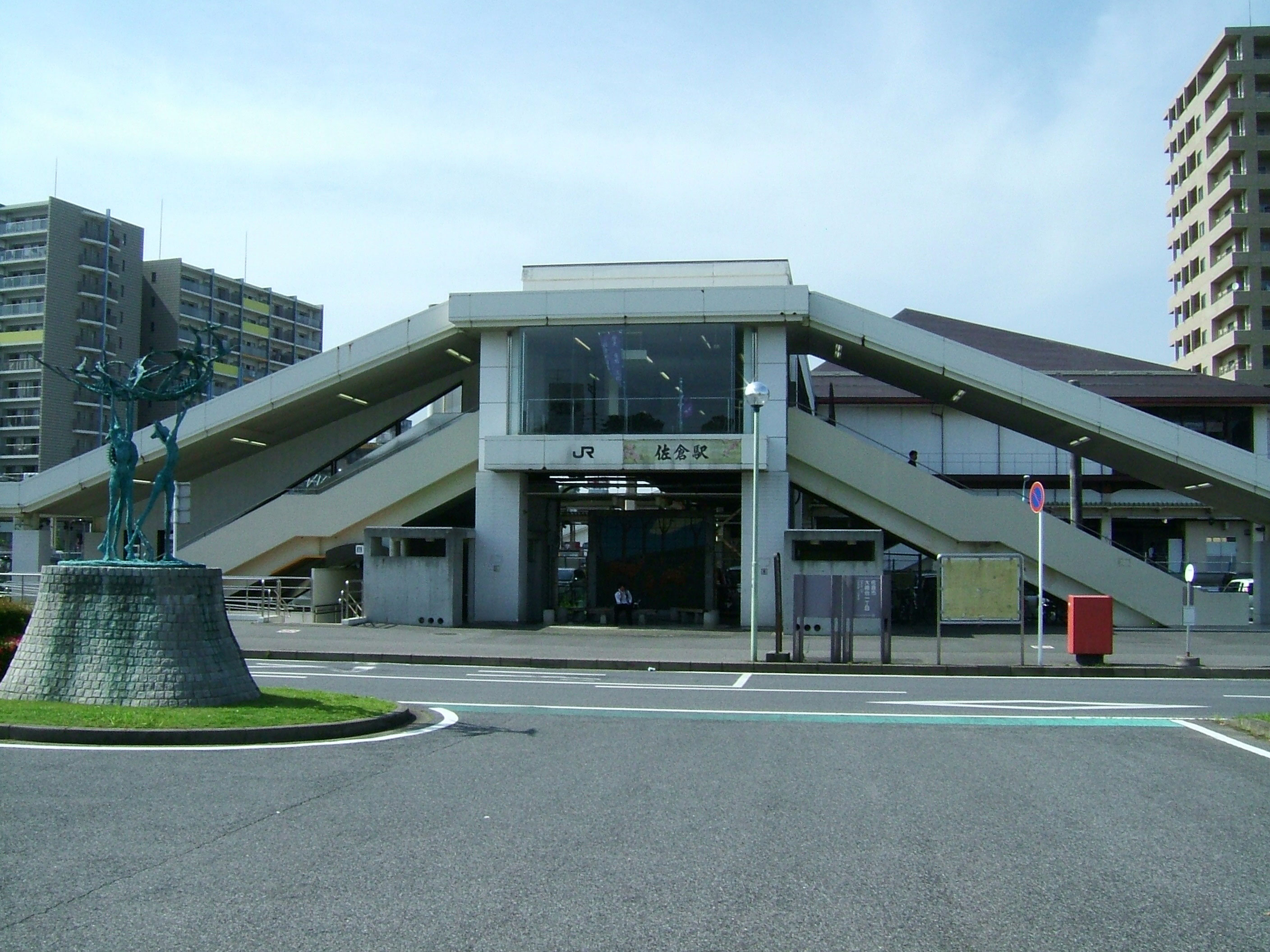
남쪽 출입구

## 인접역
| 동일본 여객철도 ■ 소부 본선 | 동일본 여객철도 ■ 소부 본선 | 동일본 여객철도 ■ 소부 본선 |
| --------------------------- | --------------------------- | --------------------------- |
| 모노이 지바 방면            |                             | 미나미시스이 나루토 방면    |
| 동일본 여객철도 ■ 나리타선  |                             |                             |
| 모노이 지바 방면            |                             | 시스이 나리타 방면          |